# Independence Bowl
L'Independence Bowl est un match annuel d'après saison régulière de football américain de niveau universitaire se déroulant depuis 1976 à dans l'Independence Stadium de Shreveport dans l'État de Louisiane aux États-Unis.
C'est parce qu'il débute l'année du bicentenaire des États-Unis qu'il a été dénommé « Independence Bowl ».
Le nom de l'événement varie en fonction des sponsors.

## Lien avec les Conférences
Les 5 premières années, le match mettra en présence une équipe de la Southland Conference contre une équipe choisie at-large parmi les autres conférences.
Ensuite, deux équipes seront choisies at-large.
Dès 1995, une équipe de la SEC jouera contre une équipe choisie à nouveau at-large.
Entre 1998 à 2009, le match mettra en présence une équipe de la Big 12 contre une équipe de la SEC, les équipes des autres conférences ne venant suppléer que lorsqu'une des deux conférences ne peut aligner d'équipe éligible comme en 2004 lorsque les Hurricanes de Miami (Ohio) viennent remplacer l'équipe de la SEC. Plus fort en 2008, aucune des deux conférences ne saura aligner d'équipe éligible et elles seront remplacées par Louisiana Tech et Northern Illinios.
De 2010 à 2011, le bowl mettra en présence le #3 de la MWC (Mountain West Conference) contre le #7 de la Atlantic Coast Conference (ACC).
En 2012, l'équipe de la MWC est remplacée par une équipe de la SEC.
En 2013, une équipe de la Pac12 (Arizona) sera sélectionnée.

## Le sponsoring du nom
En 1990, le bowl fut un des premiers à sponsoriser son nom, transformant l’Independence Bowl en Poulan Weed-Eater Independence Bowl. Bien que cela se passa il y a de nombreuses années, beaucoup de personnes utilisent encore ce nom pour se reférer au bowl. Pulan (une filiale de AB Electrolux Home Products actuellement connue sous le nom de Husqvarna AB) sponsorisera le match jusqu'en 1996.
De 1998 à 2000, ce fut Newell Rubbermaid (société de Sanford) qui devint le sponsor du nom et de 2001 à 2003, ce fut la société MainStay Investments.
En janvier 2005, la société Déjà Vu, une chaîne regroupant des « clubs de gentleman » se propose pour acquérir le sponsoring du nom mais l'offre est rejetée, celle-ci étant plus considérée comme un coup de pub.
La recherche de sponsor continuera jusqu'au 21 août 2006 lorsque PetroSun Inc., une société pétrolière basée à Phoenix en Arizona, accepte de sponsoriser le bowl, le renommant en PetroSun Independence Bowl. Le contrat durera jusqu'en 2008, la société ne renouvelant pas l'option prise pour 2009.
C'est alors la société Advocare (boissons énergisantes et suppléments nutritionnels) qui devient le 5e sponsor du bowl, le rebaptisant AdvoCare V100 Independence Bowl.
Le 28 février 2013, le bowl est rebaptisé AdvoCare V100 Bowl.
En août 2013, la société annonce qu'elle cessera son sponsoring après le match de 2013,.
En février 2014, la société Duck Commander (commercialisant des appeaux en tous genre mais spécialisés dans les appeaux pour la chasse aux canards et dont le fondateur n'est autre que Phil Robertson, un ancien quarterback de Louisiana Tech, société connue du grand public américain grâce à la série télévisée Duck Dynasty) annonce qu'elle reprend le sponsoring du nom du bowl lequel sera dénommé le Duck Commander Independence Bowl. Après un an, cette société renonce à renouveler son sponsoring et en juillet 2015, la société Camping World est présentée comme le nouveau sponsor du nom du bowl. Celui-ci ne dure que deux années.
Le 5 octobre 2017, la société Walk-On's Bistreaux & Bar est acceptée comme nouveau sponsor de l'événement. Le 8 août 2019, la société annonce qu'elle cesse son sponsoring après l'édition 2019. Le 28 avril 2020, Radiance Technologies est officiellement désignée comme nouveau sponsor du nom du bowl.

### Historique des Sponsors
- Poulan (1990–1997)
- Sanford (1998–2000)
- Mainstay Suites (2001–2003)
- PetroSun (2006–2008)
- AdvoCare (2009–2013)
- Duck Commander (2014)
- Camping World (2015-2016)
- Walk-On's Bistreaux and Bar (2017-2019)

### Anciennes dénominations du Bowl
- Independence Bowl (1976-1989)
- Poulan Independence (1990)
- Poulan/Weed Eater Independence Bowl (1991-1997)
- Sanford Independence Bowl (1998-2000)
- MainStay Independence Bowl (2001-2003)
- Independence Bowl (2004-2005)
- PetroSun Independence Bowl (2006-2008)
- AdvoCare V100 Independence Bowl (2008-2012)
- AdvoCare V100 Bowl (2013)
- Duck Commander Independence Bowl (2014)
- Camping World Independence Bowl (2015-2016)
- WalkOns Independence Bowl (2017-2019)
- Radiance Technologies Independence Bowl (depuis 2020)

## Anciens logos

Logo avant 1990
Logo de 1990
Logo de 1991 à 1997
Logo de 2006 à 2008
Logo de  2009 à 2013
Logo de 2014
Logo de 2015 à 2016
Logo de 2017 à 2019

## Le stade de l'Independence Bowl
Initialement appelé le State Fair Stadium, l’Independence Stadium est un stade propriété de la ville de Shreveport en Louisiane.
Il est le théâtre de l’Independence Bowl initialement dénommé le Bicentennial Bowl.
Avant cela, en 1945-1975, il fut le domicile de l'équipe pro de football américain, les Shreveport Steamer, qui évoluèrent au sein de l'éphémère World Football League.
Le stade accueilli également d'autres événements :
- de 1925 à 1936, comme site neutre, les matchs de rivalité de football américain NCAA entre Arkansas Razorbacks et LSU Tigers.
- en 1994-1995, les matchs de l'équipe de Pirates de Shreveport de la Ligue canadienne de football qui était à l'époque en cours d'expansion aux États-Unis.

- en 2005, pour pallier l'indisponibilité du Superdome de Louisiane fortement endommagé par l'ouragan Katrina, il hébergea les matchs de football du championnat organisés par la Louisiana High School Athletic Association.

- en 2010, un match de play-off de la ligue inter-écoles universitaires du Texas (UIL Texas) mit en présence la Haute École de Mesquite Horn à l'École technique de Longview. (victoire de Longvieuw, 28 à 14)

- encore actuellement, de nombreux matchs de soccer et de football américain de niveau lycéen à cause du manque d'installation au sein des campus de Shreveport.

Fin des années 1990, la capacité du stade est augmentée pour passer de 40 000 to 50 832 places.
En 2005, pour pouvoir accueillir l'Independence Bow, le stade est rénové pour faire passer sa capacité à 59 000 places.
En 2008, la ville de Shreveport crée une toute nouvelle structure permettant d'augmenter en cas de besoin la capacité du stade à 63 000 places. Ce plan d'aménagement du stade fut réalisé à plusieurs niveaux dans un souci d'amélioration de tous les aspects des installations.
Il fut aussi considéré comme un possible site de repli pour les New Orleans Saints pendant la saison 2005 de la NFL (suite des ravages causés par l'ouragan Katrina) mais ce furent finalement l'Alamodome de San Antonio au Texas et le Tiger Stadium de l'Université de Louisiana State à Baton Rouge qui furent préférés. Néanmoins, l’Independence Stadium fut finalement choisi pour accueillir le premier match de pré-saison 2006 des New Orleans Saints en attente de la réouverture officielle du Superdome.
Un gazon synthétique est installé en 2010.

## Palmarès
SC* = Southland Conference
MVC* = Missouri Valley Conference
SWC* = Southwest Conference
#x = classement de l'équipe au ranking BCS (ou AP à défaut) en fin de saison régulière (bowl y compris).
(victoires-nuls-défaites) ou (victoires-défaites) = statistiques de l'équipe au terme de la saison (bowl y compris).
| Saisons | Dates            | Vainqueurs                                                                        | Scores                                                                            | Perdants                                                                          | Assistances                                                                       | Conférences                                                                       |                                                                                   |
| ------- | ---------------- | --------------------------------------------------------------------------------- | --------------------------------------------------------------------------------- | --------------------------------------------------------------------------------- | --------------------------------------------------------------------------------- | --------------------------------------------------------------------------------- | --------------------------------------------------------------------------------- |
| 1976    | 13 décembre 1976 | McNeese State Cowboys # 8 (11-2)                                                  | 20-16                                                                             | Tulsa Golden Hurricane (7-5-1)                                                    | 15 542                                                                            | SC* - MVC*                                                                        |                                                                                   |
| 1977    | 17 décembre 1977 | Louisiana Tech Bulldogs # 14 (10-1-2)                                             | 24-14                                                                             | Louisville Cardinals (7-5-1)                                                      | 18 500                                                                            | SC* - Independants                                                                |                                                                                   |
| 1978    | 16 décembre 1978 | East Carolina Pirates # 15 (10-3)                                                 | 35-13                                                                             | Louisiana Tech Bulldogs (6-6)                                                     | 18 200                                                                            | Independants - SC*                                                                |                                                                                   |
| 1979    | 15 décembre 1979 | Syracuse Orangemen (8-5)                                                          | 31-07                                                                             | McNeese State Cowboys # 4 (11-2)                                                  | 27 234                                                                            | Independants - SC*                                                                |                                                                                   |
| 1980    | 13 décembre 1980 | Southern Miss Golden Eagles # 19 (10-3)                                           | 16-14                                                                             | McNeese State Cowboys # 6 (10-3)                                                  | 45 000                                                                            | Independants - SC*                                                                |                                                                                   |
| 1981    | 12 décembre 1981 | Texas A&M Aggies (8-5)                                                            | 33-16                                                                             | Oklahoma State Cowboys (7-6)                                                      | 47 300                                                                            | SWC* - Big 8                                                                      |                                                                                   |
| 1982    | 11 décembre 1982 | Wisconsin Badgers (8-5)                                                           | 14-03                                                                             | Kansas State Wildcats (6-6-1)                                                     | 49 503                                                                            | Big Ten - Big 8                                                                   |                                                                                   |
| 1983    | 10 décembre 1983 | Air Force Falcons # 13 (11-2)                                                     | 09-03                                                                             | Ole Miss Rebels (6-7)                                                             | 41 274                                                                            | WAC - SEC                                                                         |                                                                                   |
| 1984    | 15 décembre 1984 | Air Force Falcons (9-4)                                                           | 22-07                                                                             | Virginia Tech Hokies (8-5)                                                        | 41 000                                                                            | WAC - Independants                                                                |                                                                                   |
| 1985    | 21 décembre 1985 | Minnesota Golden Gophers (8-5)                                                    | 20-13                                                                             | Clemson Tigers (6-7)                                                              | 42 800                                                                            | Big Ten - ACC                                                                     |                                                                                   |
| 1986    | 20 décembre 1986 | Ole Miss Rebels # 21 (9-3-1)                                                      | 20-17                                                                             | Texas Tech Red Raiders (7-6)                                                      | 46 369                                                                            | SEC - SWC*                                                                        |                                                                                   |
| 1987    | 19 décembre 1987 | Washington Huskies (8-4-1)                                                        | 24-12                                                                             | Tulane Green Wave (6-7)                                                           | 41 683                                                                            | Pac 10 - Independants                                                             |                                                                                   |
| 1988    | 23 décembre 1988 | Southern Miss Golden Eagles # 7 (11-2)                                            | 38-18                                                                             | UTEP Miners # 17 (10-4)                                                           | 20 242                                                                            | Independants - WAC                                                                |                                                                                   |
| 1989    | 16 décembre 1989 | Oregon Ducks # 25 (9-4)                                                           | 27-24                                                                             | Tulsa Golden Hurricane (6-7)                                                      | 30 333                                                                            | Pac 10 - Independants                                                             |                                                                                   |
| 1990    | 15 décembre 1990 | Louisiana Tech Bulldogs # 23 (8-4-1)                                              | 34-34                                                                             | Maryland Terrapins (6-6-1)                                                        | 48 325                                                                            | Independants - ACC                                                                |                                                                                   |
| 1991    | 29 décembre 1991 | Georgia Bulldogs # 21 (10-3)                                                      | 24-15                                                                             | Arkansas Razorbacks (6-7)                                                         | 46 932                                                                            | SEC - SWC*                                                                        |                                                                                   |
| 1992    | 31 décembre 1992 | Wake Forest Demon Deacons (9-4)                                                   | 39-35                                                                             | Oregon Ducks (6-7)                                                                | 31 337                                                                            | ACC - Pac 10                                                                      |                                                                                   |
| 1993    | 31 décembre 1993 | Virginia Tech Hokies # 15 (10-3)                                                  | 45-20                                                                             | Indiana Hoosiers (8-5)                                                            | 33 819                                                                            | Big East - Big Ten                                                                |                                                                                   |
| 1994    | 28 décembre 1994 | Virginia Cavaliers # 15 (10-3)                                                    | 20-10                                                                             | TCU Horned Frogs (7-6)                                                            | 27 242                                                                            | ACC - SWC                                                                         |                                                                                   |
| 1995    | 29 décembre 1995 | LSU Tigers (8-4)                                                                  | 45-26                                                                             | Michigan State Spartans (6-6-1)                                                   | 48 835                                                                            | SEC - Big Ten                                                                     |                                                                                   |
| 1996    | 31 décembre 1996 | Auburn Tigers (9-4-1)                                                             | 32-29                                                                             | Army # 25 (10-3)                                                                  | 41 366                                                                            | SEC - Independants                                                                |                                                                                   |
| 1997    | 28 décembre 1997 | LSU Tigers # 13 (10-3)                                                            | 27-09                                                                             | Notre Dame Fighting Irish (7-7)                                                   | 50 459                                                                            | SEC - Independants                                                                |                                                                                   |
| 1998    | 31 décembre 1998 | Ole Miss Rebels (8-5)                                                             | 35-18                                                                             | Texas Tech Red Raiders (7-6)                                                      | 46 862                                                                            | SEC - Big 12                                                                      |                                                                                   |
| 1999    | 31 décembre 1999 | Ole Miss Rebels (9-4)                                                             | 27-25                                                                             | Oklahoma Sooners (7-6)                                                            | 49 873                                                                            | SEC - Big 12                                                                      |                                                                                   |
| 2000    | 31 décembre 2000 | Mississippi State Bulldogs (9-4)                                                  | 43-41                                                                             | Texas A&M Aggies (7-6)                                                            | 36 974                                                                            | SEC - Big 12                                                                      |                                                                                   |
| 2001    | 27 décembre 2001 | Alabama Crimson Tide (7-5)                                                        | 14-13                                                                             | Iowa State Cyclones (7-5)                                                         | 45 627                                                                            | SEC - Big 12                                                                      |                                                                                   |
| 2002    | 27 décembre 2002 | Ole Miss Rebels (7-6)                                                             | 27-23                                                                             | Nebraska Cornhuskers (7-7)                                                        | 46 096                                                                            | SEC - Big 12                                                                      |                                                                                   |
| 2003    | 31 décembre 2003 | Arkansas Razorbacks # 25 (10-4)                                                   | 27-14                                                                             | Missouri Tigers (8-6)                                                             | 49 625                                                                            | SEC - Big 12                                                                      |                                                                                   |
| 2004    | 28 décembre 2004 | Iowa State Cyclones (9-4)                                                         | 17-13                                                                             | Miami RedHawks (8-5)                                                              | 43 000                                                                            | Big 12 - MAC                                                                      |                                                                                   |
| 2005    | 30 décembre 2005 | Missouri Tigers (7-5)                                                             | 38-31                                                                             | South Carolina Gamecocks (7-5)                                                    | 41 332                                                                            | Big 12 - SEC                                                                      |                                                                                   |
| 2006    | 28 décembre 2006 | Oklahoma State Cowboys (7-6)                                                      | 34-31                                                                             | Alabama Crimson Tide (6-7)                                                        | 45 054                                                                            | Big 12 - SEC                                                                      |                                                                                   |
| 2007    | 30 décembre 2007 | Alabama Crimson Tide (7-6)                                                        | 30-24                                                                             | Colorado Buffaloes (6-7)                                                          | 47 043                                                                            | SEC - Big 12                                                                      |                                                                                   |
| 2008    | 28 décembre 2008 | Louisiana Tech Buldogs (8-5)                                                      | 17-10                                                                             | Northern Illinois Huskies (6-7)                                                   | 41 567                                                                            | WAC - MAC                                                                         |                                                                                   |
| 2009    | 28 décembre 2009 | Georgia Buldogs (8-5)                                                             | 44-20                                                                             | Texas A&M Aggies (6-7)                                                            | 49 653                                                                            | Big 12 - SEC                                                                      |                                                                                   |
| 2010    | 27 décembre 2010 | Air Force Falcons (9-4)                                                           | 14-07                                                                             | Georgia Tech Yellow Jackets (6-7)                                                 | 39 362                                                                            | MWC - ACC                                                                         |                                                                                   |
| 2011    | 26 décembre 2011 | Missouri Tigers (8-5)                                                             | 41-24                                                                             | North Carolina Tar Heels (7-6)                                                    | 41 728                                                                            | Big 12 - ACC                                                                      |                                                                                   |
| 2012    | 28 décembre 2012 | Ohio Bobcats (9-4)                                                                | 45-14                                                                             | Louisiana-Monroe Warhawks (8-5)                                                   | 41 853                                                                            | MAC - Sun Belt                                                                    |                                                                                   |
| 2013    | 31 décembre 2013 | Arizona Wildcats (8-5)                                                            | 42-19                                                                             | Boston College Eagles (7-6)                                                       | 36 917                                                                            | Pac-12 - ACC                                                                      |                                                                                   |
| 2014    | 27 décembre 2014 | South Carolina Gamecocks (7-6)                                                    | 24-21                                                                             | Miami Hurricanes (6-7)                                                            | 38 242                                                                            | SEC - ACC                                                                         | Note                                                                              |
| 2015    | 26 décembre 2015 | Virginia Tech Hokies (7-6)                                                        | 55-52                                                                             | Tulsa Golden Hurricane (6-7)                                                      | 31 289                                                                            | ACC - AAC                                                                         | Note                                                                              |
| 2016    | 26 décembre 2016 | Wolfpack de North Carolina State (6–6)                                            | 41-17                                                                             | Commodores de Vanderbilt (6–6)                                                    | 28 995                                                                            | ACC - SEC                                                                         | Note                                                                              |
| 2017    | 26 décembre 2017 | Seminoles de Florida State (6–6)                                                  | 42-13                                                                             | Golden Eagles de Southern Miss (8–4)                                              | 33 601                                                                            | ACC - C-USA                                                                       | Note                                                                              |
| 2018    | 27 décembre 2018 | Blue Devils de Duke (7-5)                                                         | 56-27                                                                             | Owls de Temple (8-4)                                                              | 27 492                                                                            | ACC - C-USA                                                                       | Note                                                                              |
| 2019    | 26 décembre 2019 | Bulldogs de Louisiana Tech (9-3)                                                  | 14-0                                                                              | Hurricanes de Miami (6-6)                                                         | 33 129                                                                            | C-USA vs ACC                                                                      | Note                                                                              |
| 2020    | 26 décembre 2020 | Bowl annulé à la suite de la pandémie de Covid-19 (manque d'équipes disponibles), | Bowl annulé à la suite de la pandémie de Covid-19 (manque d'équipes disponibles), | Bowl annulé à la suite de la pandémie de Covid-19 (manque d'équipes disponibles), | Bowl annulé à la suite de la pandémie de Covid-19 (manque d'équipes disponibles), | Bowl annulé à la suite de la pandémie de Covid-19 (manque d'équipes disponibles), | Bowl annulé à la suite de la pandémie de Covid-19 (manque d'équipes disponibles), |
| 2021    | 18 décembre 2021 | Blazers de l'UAB (8-4)                                                            | 31-28                                                                             | #12 Cougars de BYU (10-2)                                                         | 26 276                                                                            | C-USA -Independants.                                                              | Note (en)                                                                         |
| 2022    | 23 décembre 2022 | Cougars de Houston (7-5)                                                          | 23-16                                                                             | Ragin' Cajuns de Louisiane (6-6)                                                  | Non communiqué                                                                    | AAC - Sun Belt                                                                    | Note                                                                              |
| 2023    | 16 décembre 2023 | Red Raiders de Texas Tech (6-6)                                                   | 34-14                                                                             | Golden Bears de la Californie (6-6)                                               | 33 071                                                                            | Pac-12 - Big 12                                                                   | Note                                                                              |

## Statistiques par équipes
Dernière m.à.jour le 21 décembre 2023 - équipe avec plus d'une participation
| Rang | Équipes                         | Apparitions | G-(N)-P | %    |
| ---- | ------------------------------- | ----------- | ------- | ---- |
| 1    | Rebels d'Ole Miss               | 5           | 4–1     | 87,7 |
| 2    | Bulldogs de Louisiana Tech      | 4           | 2–1–1   | 66,6 |
| 3    | Falcons de l'Air Force          | 3           | 3–0     | 100  |
| 4    | Crimson Tide de l'Alabama       | 3           | 2–1     | 66,6 |
| 4    | Tigers du Missouri              | 3           | 2–1     | 66,6 |
| 4    | Golden Eagles de Southern Miss  | 2           | 2–1     | 66,6 |
| 4    | Hokies de Virginia Tech         | 3           | 2–1     | 66,6 |
| 8    | Cowboys de McNeese State (en)   | 3           | 1–2     | 33,3 |
| 8    | Aggies de Texas A&M             | 3           | 1–2     | 33,3 |
| 8    | Red Raiders de Texas Tech       | 3           | 1–2     | 33,3 |
| 11   | Golden Hurricane de Tulsa       | 3           | 0–3     | 00,0 |
| 12   | Bulldogs de la Géorgie          | 2           | 2–0     | 100  |
| 12   | Tigers de LSU                   | 2           | 2–0     | 100  |
| 14   | Razorbacks de l'Arkansas        | 2           | 1–1     | 50,0 |
| 14   | Cyclones d'Iowa State           | 2           | 1–1     | 50,0 |
| 14   | Cowboys d'Oklahoma State        | 2           | 1–1     | 50,0 |
| 14   | Ducks de l'Oregon               | 2           | 1–1     | 50,0 |
| 18   | Gamecocks de la Caroline du Sud | 2           | 1–1     | 50,0 |
| 19   | Golden Bears de la Californie   | 1           | 0–1     | 00,0 |

## Statistiques par Conférences
Dernière m.à.jour le 21 décembre 2023
| Conférences     | Matchs joués | Gagnés | Perdus | Nuls | % Vict. |
| --------------- | ------------ | ------ | ------ | ---- | ------- |
| AAC             | 4            | 2      | 2      | 0    | 50,0    |
| ACC             | 13           | 6      | 6      | 1    | 50,0    |
| Big 8           | 2            | 0      | 2      | 0    | 00,0    |
| Big 12          | 13           | 4      | 9      | 0    | 30,6    |
| Big Ten         | 4            | 2      | 2      | 0    | 50,0    |
| C-USA           | 3            | 2      | 1      | 0    | 66,7    |
| Independent     | 12           | 4      | 7      | 1    | 37,5    |
| MAC             | 3            | 1      | 2      | 0    | 33,3    |
| Missouri Valley | 1            | 0      | 1      | 0    | 00,0    |
| MWC             | 1            | 1      | 0      | 0    | 100     |
| Pac-12          | 5            | 4      | 1      | 0    | 80,0    |
| SEC             | 18           | 14     | 4      | 0    | 80,0    |
| Southland       | 5            | 2      | 3      | 0    | 40,0    |
| Southwest (SWC) | 4            | 1      | 3      | 0    | 25,0    |
| Sun Belt        | 2            | 0      | 2      | 0    | 00,0    |
| WAC             | 4            | 3      | 1      | 0    | 75,0    |

## Meilleurs joueurs du Bow (MVPs)
| Dates            | Joueurs              | Équipes        | Postes |
| ---------------- | -------------------- | -------------- | ------ |
| 13 décembre 1976 | Terry McFarland      | McNeese State  | QB     |
| 13 décembre 1976 | Terry Clark          | Tulsa          | CB     |
| 17 décembre 1977 | Keith Thibodeaux     | Louisiana Tech | QB     |
| 17 décembre 1977 | Otis Wilson          | Louisville     | LB     |
| 16 décembre 1978 | Theodore Sutton      | East Carolina  | FB     |
| 16 décembre 1978 | Zack Valentine       | East Carolina  | DE     |
| 15 décembre 1979 | Joe Morris           | Syracuse       | RB     |
| 15 décembre 1979 | Clay Carroll         | McNeese State  | DT     |
| 13 décembre 1980 | Stephen Starring     | McNeese State  | QB     |
| 13 décembre 1980 | Jearld Baylis (en)   | Southern Miss  | NG     |
| 12 décembre 1981 | Gary Kubiak          | Texas A&M      | QB     |
| 12 décembre 1981 | Mike Green           | Oklahoma State | LB     |
| 11 décembre 1982 | Randy Wright         | Wisconsin      | QB     |
| 11 décembre 1982 | Tim Krumrie          | Wisconsin      | NG     |
| 10 décembre 1983 | Marty Louthan        | Air Force      | QB     |
| 10 décembre 1983 | Andre Townsend       | Mississippi    | DT     |
| 15 décembre 1984 | Bart Weiss           | Air Force      | QB     |
| 15 décembre 1984 | Scott Thomas         | Air Force      | S      |
| 21 décembre 1985 | Rickey Foggie        | Minnesota      | QB     |
| 21 décembre 1985 | Bruce Holmes         | Minnesota      | LB     |
| 20 décembre 1986 | Mark Young           | Mississippi    | QB     |
| 20 décembre 1986 | James Mosley         | Texas Tech     | DE     |
| 19 décembre 1987 | Chris Chandler       | Washington     | QB     |
| 19 décembre 1987 | David Rill           | Washington     | LB     |
| 23 décembre 1988 | James Henry          | Southern Miss  | PR/CB  |
| 16 décembre 1989 | Bill Musgrave        | Oregon         | QB     |
| 16 décembre 1989 | Chris Oldham         | Oregon         | DB     |
| 15 décembre 1990 | Mike Richardson (en) | Louisiana Tech | RB     |
| 15 décembre 1990 | Lorenza Baker        | Louisiana Tech | LB     |
| 29 décembre 1991 | Andre Hastings       | Georgia        | FL     |
| 29 décembre 1991 | Torray Evans         | Georgia        | LB     |
| 31 décembre 1992 | Todd Dixon           | Wake Forest    | SE     |
| 31 décembre 1992 | Herman O'Berry       | Oregon         | CB     |
| 31 décembre 1993 | Maurice DeShazo      | Virginia Tech  | QB     |
| 31 décembre 1993 | Antonio Banks        | Virginia Tech  | CB     |
| 28 décembre 1994 | Mike Groh            | Virginia       | QB     |
| 28 décembre 1994 | Mike Frederick       | Virginia       | DE     |
| 29 décembre 1995 | Kevin Faulk          | LSU            | RB     |
| 29 décembre 1995 | Gabe Northern        | LSU            | DE     |
| 31 décembre 1996 | Dameyune Craig       | Auburn         | QB     |
| 31 décembre 1996 | Takeo Spikes         | Auburn         | LB     |
| 31 décembre 1996 | Rickey Neal          | Auburn         | LB     |
| 28 décembre 1997 | Rondell Mealey       | LSU            | RB     |
| 28 décembre 1997 | Arnold Miller        | LSU            | DE     |
| 31 décembre 1998 | Romaro Miller        | Mississippi    | QB     |
| 31 décembre 1998 | Kendrick Clancy      | Mississippi    | DL     |

| Dates            | Joueurs            | Équipes                 | Postes |
| ---------------- | ------------------ | ----------------------- | ------ |
| 31 décembre 1999 | Tim Strickland     | Mississippi             | CB     |
| 31 décembre 1999 | Josh Heupel        | Oklahoma                | QB     |
| 31 décembre 2000 | Ja'Mar Toombs      | Texas A&M               | RB     |
| 31 décembre 2000 | Willie Blade       | Mississippi State       | DT     |
| 27 décembre 2001 | Seneca Wallace     | Iowa State              | QB     |
| 27 décembre 2001 | Matt Word          | Iowa State              | LB     |
| 27 décembre 2001 | Waine Bacon        | Alabama                 | S      |
| 27 décembre 2002 | Eli Manning        | Mississippi             | QB     |
| 27 décembre 2002 | Chris Kelsay       | Nebraska                | DE     |
| 31 décembre 2003 | Cedric Cobbs       | Arkansas                | RB     |
| 31 décembre 2003 | Caleb Miller       | Arkansas                | LB     |
| 28 décembre 2004 | Bret Meyer         | Iowa State              | QB     |
| 28 décembre 2004 | Nick Moser         | Iowa State              | DB     |
| 30 décembre 2005 | Brad Smith         | Missouri                | QB     |
| 30 décembre 2005 | Marcus King        | Missouri                | CB     |
| 28 décembre 2006 | Dantrell Savage    | Oklahoma State          | RB     |
| 28 décembre 2006 | Jeremy Nethon      | Oklahoma State          | LB     |
| 30 décembre 2007 | John Parker Wilson | Alabama                 | QB     |
| 30 décembre 2007 | Wallace Gilberry   | Alabama                 | DE     |
| 28 décembre 2008 | Phillip Livas      | Louisiana Tech          | WR/KR  |
| 28 décembre 2008 | Weldon Brown       | Louisiana Tech          | CB     |
| 28 décembre 2009 | Aron White         | Georgia                 | TE     |
| 28 décembre 2009 | Geno Atkins        | Georgia                 | DL     |
| 27 décembre 2010 | Jared Tew          | Air Force               | RB     |
| 27 décembre 2010 | Rick Ricketts      | Air Force               | DT     |
| 26 décembre 2011 | James Franklin     | Missouri                | QB     |
| 26 décembre 2011 | Andrew Wilson      | Missouri                | LB     |
| 28 décembre 2012 | Tyler Tettleton    | Ohio                    | QB     |
| 28 décembre 2012 | Beau Blankenship   | Ohio                    | RB     |
| 28 décembre 2012 | Keith Moore        | Ohio                    | LB     |
| 31 décembre 2013 | B.J. Denker        | Arizona                 | QB     |
| 31 décembre 2013 | William Parks      | Arizona                 | DB     |
| 27 décembre 2014 | Pharoh Cooper      | South Carolina          | RB     |
| 27 décembre 2014 | Skai Moore         | South Carolina          | LB     |
| 27 décembre 2015 | Isaiah Ford        | Virginia Tech           | WR     |
| 27 décembre 2015 | Jeremy Brady       | Virginia Tech           | S      |
| 26 décembre 2016 | Jaylen Samuels     | North Carolina State    | RB     |
| 26 décembre 2016 | Airius Moore       | North Carolina State    | LB     |
| 27 décembre 2017 | James Blackman     | Florida State Seminoles | QB     |
| 27 décembre 2017 | Nate Andrews       | Florida State Seminoles | DB     |
| 27 décembre 2018 | Daniel Jones       | Duke                    | QB     |
| 27 décembre 2018 | Delvon Randall     | Temple                  | DB     |
| 26 décembre 2019 | Justin Henderson   | Louisiana Tech          | RB     |
| 26 décembre 2019 | Connor Taylor      | Louisiana Tech          | LB     |
| 18 décembre 2021 | Tyler Allgeier     | BYU                     | RB     |
| 23 décembre 2022 | Clayton Tune       | Houston                 | QB     |
| 23 décembre 2022 | Art Green          | Houston                 | DB     |
| 16 décembre 2023 | Behren Morton      | Texas Tech              | QB     |
| 16 décembre 2023 | Jacob Rodriguez    | Texas Tech              | LB     |

## Records du Bowl
| Équipes                                       | Performances, Opposants | Années         |
| --------------------------------------------- | --- | -------------- |
| Record de points inscrits (éq. gagnante)      | 56, Duke contre Temple | 2018           |
| Record de points inscrits (total 2 équipes)   | 107, Virginia (55) contre Tulsa (52) | 2015           |
| Record de points inscrits (éq. perdante)      | 52, Tulsa contre Virginia Tech | 2015           |
| Le moins de points inscrits (éq. gagnante)    | 9, Air Force contre Ole Miss | 1993           |
| Le moins de points concédés (éq. perdante)    | 0, Louisiana Tech contre Miami (FL) | 2019           |
| + grande marge de victoire                    | 31, Ohio contre ULM | 2012           |
| + grand nombre de 1er down                    | 30, Virginia Tech contre Tulsa | 2015           |
| + grand nombre de yards à la course           | 337, Missouri contre North Carolina | 2011           |
| + grand nombre de yards à la passe            | 440, Duke contre Temple | 2018           |
| + grand total de yards                        | 598, Virginia Tech contre Tulsa | 2015           |
| Records individuels                           | Joueurs, Équipes | Années         |
| + de points inscrits                          | 24, Beau Blankenship, Ohio contre Louisiana–Monroe                                                                                              | 2012           |
| + grand nombre de courses tentées             | 35, Ja'Mar Toombs, Texas A&M contre Mississippi State                                                                                           | 2000           |
| + grand nombre de yards à la course           | 234, Kevin Faulk, LSU contre Michigan State | 2008           |
| Meilleure moyenne de yards à la course        | 9.5, Kevin Faulk, LSU contre Michigan State | 1995           |
| + grand nombre de yards à la course par un QB | 150, Brad Smith, Missouri contre South Carolina                                                                                                 | 2005           |
| + grand nombre de yards à la passe            | 423, Daniel Jones, Duke contre Temple | 2018           |
| + grand nombre de TDs inscrits à la passe     | 5, Daniel Jones, Duke vs. Temple | 2018           |
| + long Field Goal inscrit                     | 52, Tommy Openshaw, Vanderbilt | 2016           |
| + de réceptions                               | 12 réceptions par : - Sidney Rice, South Carolina contre Missouri - Isaiah Ford, Virginia Tech contre Tulsa - T. J. Rahming, Duke contre Temple | 2005 2015 2018 |